# Rosenköpfchen
Das Rosenköpfchen (Agapornis roseicollis) ist eine Art aus der Gattung der Unzertrennlichen. Gemeinsam mit den anderen Arten dieser Gattung sowie dem Graupapagei, den Langflügelpapageien, dem Halsbandsittich und den auf Madagaskar endemischen Vasapapageien zählt diese Art zu den typischen Papageienarten der Afrotropis.

## Merkmale
Die Körperlänge des Rosenköpfchens beträgt etwa 15 cm, es wiegt ausgewachsen 46 bis 63 g. Am Federkleid sind die Geschlechter nicht zu unterscheiden. Die Grundfärbung des Körpers ist ein pastellfarbenes Grün. Gesicht, Wangen und die Kehle sind bis zur Vorderbrust lachsrosa gefärbt. Die Oberschwanzdecken sowie der Bürzel heben sich vom übrigen Gefieder durch ihre leuchtend blaue Farbe ab. Der Schnabel der Rosenköpfchen ist hornfarben, ihre Iris dunkelbraun.
Rosenköpfchen existieren mittlerweile als Farbmutationen in vielen Farben. Es gibt kaum mehr reine Roseicollis. Das Jugendkleid weist ein verwascheneres und blasseres rosa und grün auf.

## Verbreitung und Lebensraum
Das Verbreitungsgebiet des Rosenköpfchens ist das südwestliche Afrika, von der nördlichen Kapprovinz Südafrikas über Namibia (dort als Rosenpapagei bekannt) und Botswana bis nach Angola. Im Nordwesten Angolas und südlichen Luanda wurde die Art im Quiçama National Park eingeführt, ebenso gibt es verwilderte Bestände im nordamerikanischen Arizona bei Phoenix und Tucson.
Es kommt in Höhen bis zu 1500 m vor und bewohnt hier hauptsächlich trockene Waldflächen oder Halbwüsten, Steppen und Savannen mit lichtem Baumbestand. Ebenso werden Waldränder und Flussläufe sowie Gebiete in der Nähe von Ackerland bewohnt.

## Lebensweise und Ernährung

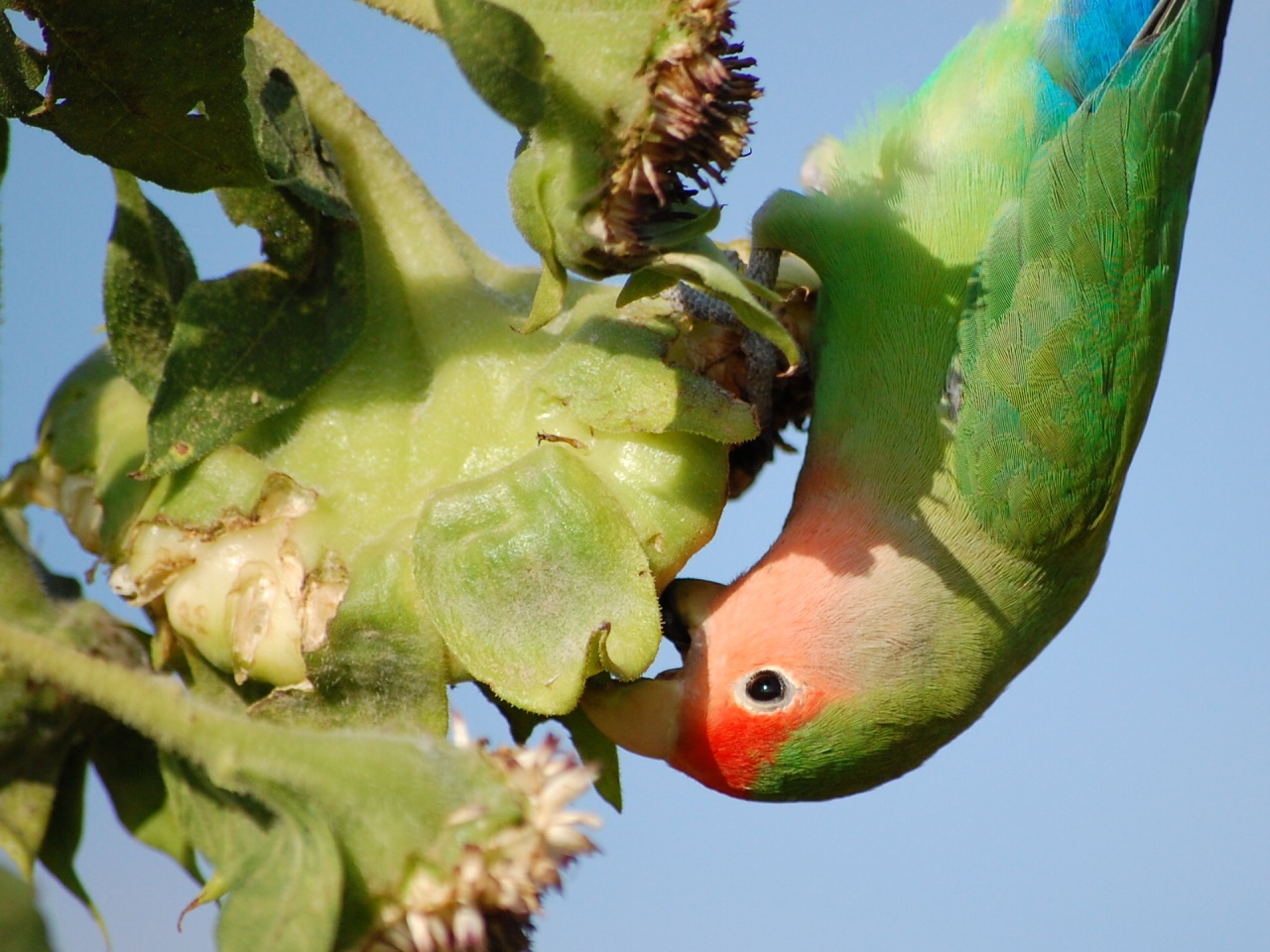
Rösenköpfchen beim Verzehr von Sonnenblumenkernen

Es bewohnt in kleinen Gruppen von 5 bis 20 Vögeln die afrikanischen Trockengebiete. Wo ein reichliches Nahrungsangebot besteht oder eine Wasserquelle ist, können sich Schwärme versammeln, die Hunderte von Individuen zählen. Gegenüber anderen Vogelarten sind sie eher unverträglich.
Die Ernährung besteht hauptsächlich aus Samen von Gräsern, Sonnenblumenkernen, Hirse und Mais. In manchen Gegenden haben sie sich aber auch auf die Mäusejagd spezialisiert.

## Fortpflanzung

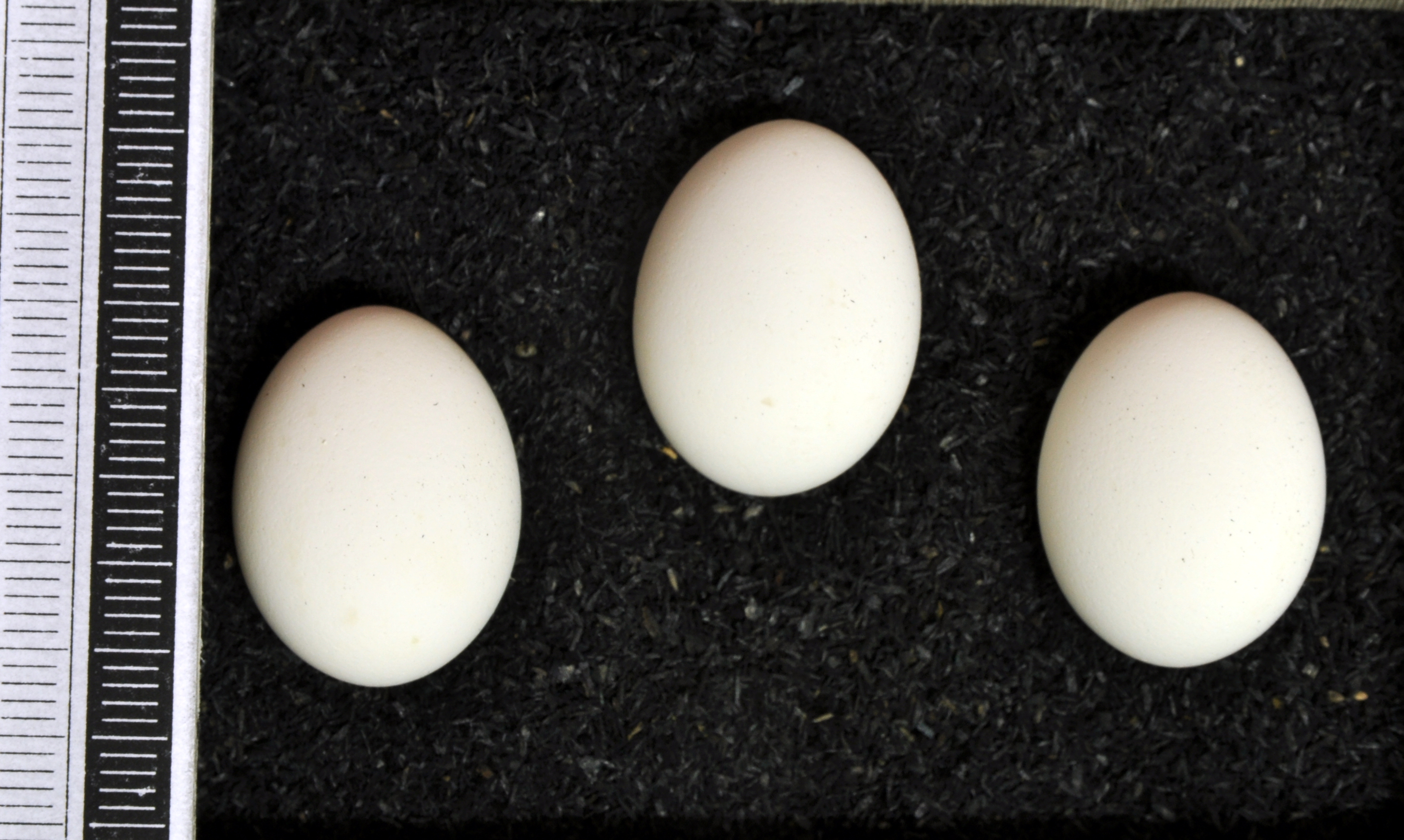
Gelege, Sammlung Museum Wiesbaden

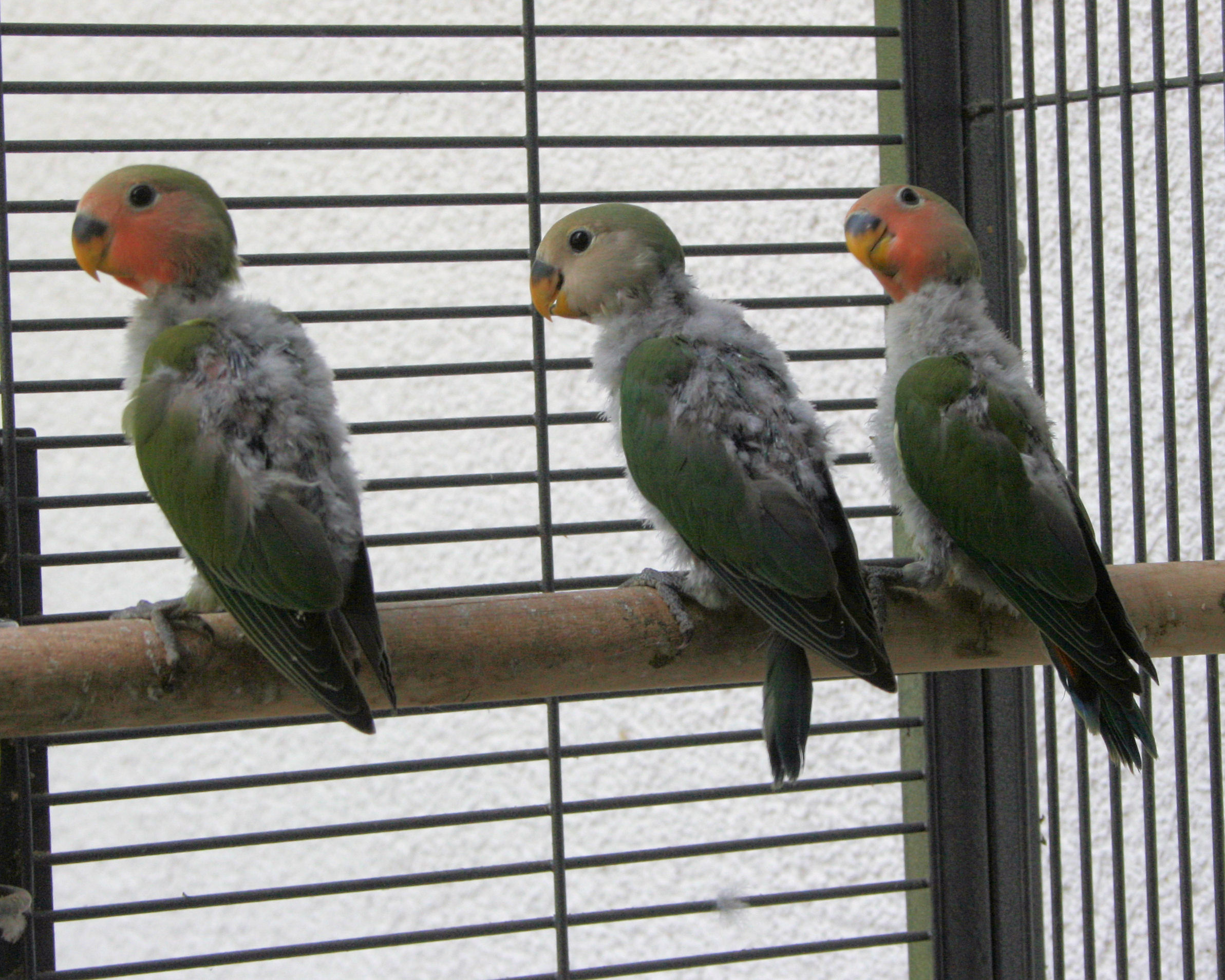
Jungvögel

Ähnlich wie die zur selben Gattung gehörenden Bergpapageien verwenden auch die Rosenköpfchen eine ungewöhnliche Methode, das Nistmaterial zum Brutort zu tragen: Sie transportieren Zweige, Rinde und andere Pflanzenteile, indem sie sie im Gefieder festklemmen. Während Pfirsichköpfchen, Schwarzköpfchen und Erdbeerköpfchen ein kobelförmiges, geschlossenes Nest mit einem seitlichen Eingang bauen, baut das Rosenköpfchen lediglich eine becherförmige Unterlage. Ihre Nester legen sie meistens in Felsspalten an, oft auch zusammen mit dem Siedelsperling, oder unter Dächern niedriger Häuser.
In der Brutzeit von Februar bis März und von April bis Oktober werden in der Regel vier bis sechs Eier gelegt, die dann für ca. 21 bis 23 Tage alleine vom Weibchen bebrütet werden. Während der Brut wird dieses vom Männchen versorgt. Nach weiteren fünf bis sechs Wochen sind die Jungen dann flügge. Weitere 14 Tage später sind sie dann selbstständig.

## Lautäußerung
Ihre Schreie klingen schrill und metallisch und wiederholen sich oft. Bei Nervosität erhöht sich die Frequenz der Schreie.

## Unterarten
Folgende Unterarten sind bekannt:
- Agapornis roseicollis roseicollis (Vieillot, 1818) – Nominatform
- Agapornis roseicollis catumbella B. P. Hall, 1952 – bewohnt hauptsächlich den Südwesten Angolas und den Quicama National Park. Das rot der Wangen ist bei dieser Unterart dunkler.